# Staufen (Szwajcaria)
Staufen (gsw. Staufe) – gmina (Einwohnergemeinde) w Szwajcarii, w kantonie Argowia, w okręgu Lenzburg. Liczy 4088 mieszkańców (31 grudnia 2020). 